# میکولاش اشنایدر-ترناوسکی
میکولاش اشنایدر-ترناوسکی (اسلواکی: Mikuláš Schneider-Trnavský؛ ۲۴ مهٔ ۱۸۸۱ – ۲۸ مهٔ ۱۹۵۸) آهنگساز، رهبر ارکستر و آموزگار اهل کشور چکسلواکی بود. او بیشتر به دلیل آهنگ هایش محبوب بود که برخی از آنها سنتی شده بودند.